# Грб Фиџија
Грб Фиџија је званични хералдички симбол пацифичке државе Република Фиџи. Грб је званично усвојен 4. јула 1908. године. Штит са грба се налази и на застави Фиџија. 
На штиту се налази крст светог Георгија, а изнад њега је приказан лав. Крст дели штит на четири дела: у горња два се налазе шећерна трска и палма, а у доњим бела голубица, симбол мира, те банане. Штит придржавају два фиџијска ратника. Изнад штита је кану, а испод трака са државним геслом: „Rerevaka na kalou ka doka na Tui“ (Бој се Бога и поштуј Краљицу).